# حواصیل کوکوی
حواصیل کوکوی (نام علمی: Ardea cocoi) نام یک گونه از سرده حواصیل‌های نمادین است.